# ميغان هوتون
ميغان هوتون (بالإنجليزية: Megan Hutton)‏ هي لاعبة كرة الشبكة نيوزيلندية، ولدت في 26 مارس 1976.